# ONE WAY HEART
「ONE WAY HEART」（ワンウェイハート）は、SHOW-YAの3枚目のシングル。1986年8月22日に東芝EMI/EASTWORLDからリリース。

## タイアップ
テレビ朝日系ドラマ『ぶんぷくちゃがま』エンディングテーマ。

## 収録曲
| 全作詞: 川村真澄、全作曲: NOBODY、全編曲: 難波正司。 |                   |          |            |      |
| #                                                    | タイトル          | 作詞     | 作曲・編曲 | 時間 |
| 1.                                                   | 「ONE WAY HEART」 | 川村真澄 | NOBODY     | 4:15 |
| 2.                                                   | 「LOVE SICK」     | 川村真澄 | NOBODY     | 3:45 |
| 合計時間:                                            | 合計時間:         | 8:00     |            |      |

## カバー
ONE WAY HEART
- NOBODY（1987年4月6日、ライブアルバム『NOBODY LIVE 2』収録[3]、セルフカバー）